# Colossus van Nero
De Colossus van Nero was een kolossaal standbeeld van keizer Nero in het oude Rome.

## Bouw
Nero was een groot liefhebber van de Griekse kunst en cultuur en liet zijn beeld bouwen naar het voorbeeld van de beroemde Colossus van Rhodos, een van de zeven wereldwonderen van de antieke oudheid. De Griekse kunstenaar Zenodoros mocht het beeld maken, nadat hij zich had bewezen met de bouw van een soortgelijk beeld van Mercurius in Gallië. Het beeld kwam in de vestibule van Nero's Domus Aurea te staan. Dit was gebouwd op de Velia, een uitloper van de Palatijn.
Toen Nero in 68 stierf was zijn beeld nog niet voltooid. Zijn opvolger Vespasianus wilde alle herinneringen aan zijn voorganger uitwissen en liet het hoofd van het beeld voorzien van het gezicht van zijn zoon Titus. Om het hoofd werd een grote stralenkrans gemaakt, waardoor het leek op een afbeelding van de zonnegod. In 75 werd het beeld ingewijd. Het was gemaakt van verguld brons en was ruim 35 meter hoog (130 voet volgens Suetonius, Nero 31, en 129 voet volgens Plinius, Nat. Hist. 34,45).

## Verplaatsing
Hadrianus liet zijn zelf ontworpen Tempel van Venus en Roma bouwen op de plaats van de Colossus. Het beeld werd niet afgebroken, maar werd in 126 verplaatst naar het nabijgelegen dal van het Colosseum. Het standbeeld werd rechtopstaand verhuisd. Het was zo zwaar dat er vierentwintig olifanten moesten worden ingezet om het te kunnen verslepen.

## Verdere geschiedenis
Aan het einde van de 2e eeuw was keizer Commodus aan de macht. Deze was minstens zo megalomaan als Nero en hij liet het oude hoofd van de Colossus verwijderen en plaatste er een terug met zijn eigen gezicht. Commodus stond bekend om zijn optredens als gladiator in de arena en daarom liet hij de Colossus voorzien van de inscriptie Overwinnaar van duizend gladiatoren.
Nadat Commodus werd vermoord was zijn uiteindelijke opvolger Septimius Severus. Hij was getrouwd met de dochter van een Syrische priester van de zonnegod Elagabal. Severus gaf daarom het beeld zijn stralenkrans terug en wijdde het weer aan de zon.
De volgende keizer die het beeld een andere betekenis gaf was Maxentius, toen zijn zoon Valerius Romulus in 309 overleed liet Maxentius hem vergoddelijken en wijdde de Colossus aan hem. Zijn grote rivaal en opvolger Constantijn de Grote zal dit drie jaar later weer snel ongedaan hebben gemaakt. De verdere geschiedenis is niet bekend, maar waarschijnlijk stond het beeld aan het begin van de Middeleeuwen nog overeind toen een bekend gebleven gedichtje over het beeld werd geschreven:

Zolang de Colossus staat, zal Rome blijven staan, wanneer de Colossus valt zal Rome ook vallen.
Een deel van de marmeren sokkel werd in de 19e eeuw opgegraven en was tot de jaren 1920 nog zichtbaar, maar Benito Mussolini liet de resten verwijderen voor de aanleg van een grote weg. Tegenwoordig zijn alleen nog de fundamenten van de sokkel te zien in een grasveldje naast het Colosseum.

## Referentie
- J. Lendering, Stad in marmer. Gids voor het antieke Rome aan de hand van tijdgenoten, Amsterdam, 2002, pp. 226-228. ISBN 902533153X